# Okręg wyborczy Dundee East
Okręg wyborczy Dundee East powstał w 1950 r. i wysyła do brytyjskiej Izby Gmin jednego deputowanego. Okręg obejmuje wschodnią część miasta Dundee w Szkocji.

## Deputowani do brytyjskiej Izby Gmin z okręgu Dundee East
- 1950–1952: Thomas Cook, Partia Pracy
- 1952–1973: George Thomson, Partia Pracy
- 1973–1974: George Machin, Partia Pracy
- 1974–1987: Gordon Wilson, Szkocka Partia Narodowa
- 1987–2001: John McAllion, Partia Pracy
- 2001–2005: Iain Luke, Partia Pracy
- 2005– : Stewart Hosie, Szkocka Partia Narodowa